# Java Web Start
Java Web Start (часто JavaWS) — технологія компанії Sun Microsystems, що дозволяє запускати застосунки на Java з браузера. Ґрунтується на протоколі Java Network Launching Protocol (JNLP). На відміну від аплетів, застосунки Web Start запускаються не у вікні браузера і не мають із ним прямого зв'язку.
Реліз версії 1.0 Sun випустила в березні 2001 року. Починаючи від версії J2SE 1.4, Web Start включається в типову комплектацію Java Runtime Environment.

## Відмінності між Java Web Start і аплетами
- Технологія Java Web Start використовується для доставки звичайних застосунків, написаних на мові Java, які починаються з виклику методу main, що міститься в одному з класів.
- Програми, створені за допомогою технології Java Web Start, не запускаються всередині браузера. Вони працюють поза браузером.
- Програми, створені за допомогою технології Java Web Start, можна запустити за допомогою браузера, однак механізм, що лежить в основі цього процесу, зовсім відмінний від запуску аплетів. Браузери тісно пов'язані з системою підтримки виконання програм, написаних на мові Java, яка запускає аплети. Технологія Java Web Start значно самостійніша. Браузер просто запустить зовнішню програму, як тільки завантажить дескриптор застосунку, створеного за допомогою технології Java Web Start. Для цього використовується той самий механізм, що й у застосунках Adobe Acrobat або RealAudio[en]. Навіть конкуруючі постачальники браузерів не можуть втрутитися в роботу цього механізму.
- Після завантаження застосунку, створеного за технологією Java Web Start, він запускається поза браузером.
- Технологія Java Web Start забезпечує потужнішу підтримку кешування і автоматичного оновлення програм у порівнянні з технологією Java Plug-In. (У майбутньому[коли?] ці два підходи об'єднаються, з тим щоб використовувати одні й ті ж засоби керування процесом розгортання програм.)
- Механізм «пісочниць» в технології Java Web Start гнучкіший і дозволяє не підписаним застосункам отримувати доступ до локальних ресурсів.

## JNLP
Протокол JNLP (Java Network Launch Protocol — мережевий протокол запуску застосунків на мові Java) описує запуск застосунків Java Web Start. JNLP складається з набору правил, що визначають, як саме реалізується механізм запуску. Файли JNLP включають таку інформацію, як місце розташування jar архівів, назву головного класу застосунку. Правильно конфігурований браузер передає JNLP файли середовищу JRE, яке завантажує застосунок на комп'ютер клієнта і запускає його.
Попри те, що цей протокол найчастіше служить для запуску самостійних застосунків поза браузером, його також можна використовувати для запуску звичайних аплетів у вікні браузера, розширюючи стандартну функціональність, яку надають у таких випадках теги HTML.

## Використання
Для того щоб підготувати застосунок до доставки за допомогою технології Java Web Start, необхідно:
- запакувати його в один або кілька JAR-файлів;
- підготувати дескрипторний файл у форматі JNLP;
- розмістити файли на Web-сервері;
- переконатися, що Web-сервер розпізнає тип MIME в каталозі application/x-java-jnlp-file у файлах з розширенням .jnlp (браузери використовують тип MIME для розпізнавання програми, яку слід запустити).

Деталі можна знайти у супровідній документації Web-сервера.